# Бруїч
Брујић (українська: Бруїч) — сербський рід із Хорватії, Ліка. В XX столітті було 200 Бруїчів, сьогодні 100. У Югославській війні багато Бруїчів загинуло. 1712 р. у селі Медак, було 8 родин.

## Інші сторінки в інернеті
- http://www.poreklo.rs/2013/08/01/gornja-krajina-rodovi-koji-slave-sv-%C4%91ur%C4%91a-%C4%91ur%C4%91evdan/ [Архівовано 15 грудня 2013 у Wayback Machine.]
- http://www.poreklo.rs/2012/08/15/poreklo-prezimena-selo-medak-lika/ [Архівовано 15 грудня 2013 у Wayback Machine.]
- http://www.poreklo.rs/2012/07/15/poreklo-prezimena-selo-mekinjar-udbina-lika/ [Архівовано 15 грудня 2013 у Wayback Machine.]
- http://imehrvatsko.net/namepages/view/family_name/prezime-Bruji%C4%87 [Архівовано 15 грудня 2013 у Wayback Machine.]

| Прапор Сербії | Це незавершена стаття про Сербію. Ви можете допомогти проєкту, виправивши або дописавши її. |